# Municipio de Knox (Indiana)
El municipio de Knox (en inglés: Knox Township) es un municipio ubicado en el condado de Jay en el estado estadounidense de Indiana. En el año 2010 tenía una población de 503 habitantes y una densidad poblacional de 8,19 personas por km².

## Geografía
El municipio de Knox se encuentra ubicado en las coordenadas 40°26′10″N 85°10′9″O / 40.43611, -85.16917. Según la Oficina del Censo de los Estados Unidos, el municipio tiene una superficie total de 61.4 km², de la cual 61,4 km² corresponden a tierra firme y (0 %) 0 km² es agua.

## Demografía
Según el censo de 2010, había 503 personas residiendo en el municipio de Knox. La densidad de población era de 8,19 hab./km². De los 503 habitantes, el municipio de Knox estaba compuesto por el 97,42 % blancos, el 0,6 % eran afroamericanos, el 0,2 % eran amerindios, el 0,4 % eran asiáticos y el 1,39 % eran de una mezcla de razas. Del total de la población el 0,8 % eran hispanos o latinos de cualquier raza.